# Cuy (Yonne)
Cuy is een gemeente in het Franse departement Yonne (regio Bourgogne-Franche-Comté) en telt 720 inwoners (2005). De plaats maakt deel uit van het arrondissement Sens.

## Geografie
De oppervlakte van Cuy bedraagt 7,0 km², de bevolkingsdichtheid is 102,9 inwoners per km².
De onderstaande kaart toont de ligging van Cuy (Yonne) met de belangrijkste infrastructuur en aangrenzende gemeenten.

## Demografie
Onderstaande figuur toont het verloop van het inwonertal (bron: INSEE-tellingen).